# Székely (Ungarn)
Székely ist eine ungarische Gemeinde im Kreis Kemecse im Komitat Szabolcs-Szatmár-Bereg.

## Geografische Lage
Székely liegt gut 10 Kilometer östlich der Kreisstadt Kemecse. Nachbargemeinden sind Nyírbogdány, Nyírtét, Nyíribróny, Ramocsaháza und Borzsova, ein Ortsteil der Stadt Demecser.

## Söhne und Töchter der Gemeinde
- Sándor Nyíri (1854–1911), Generalleutnant und Verteidigungsminister
- András Lipták (1935–2012), Chemiker und Hochschullehrer

## Sehenswürdigkeiten
- Reformierte Kirche
- Römisch-katholische Kirche Szeplőtelen fogantatás
- Schloss Orosz, erbaut in der zweiten Hälfte des 18. Jahrhunderts, mit Park

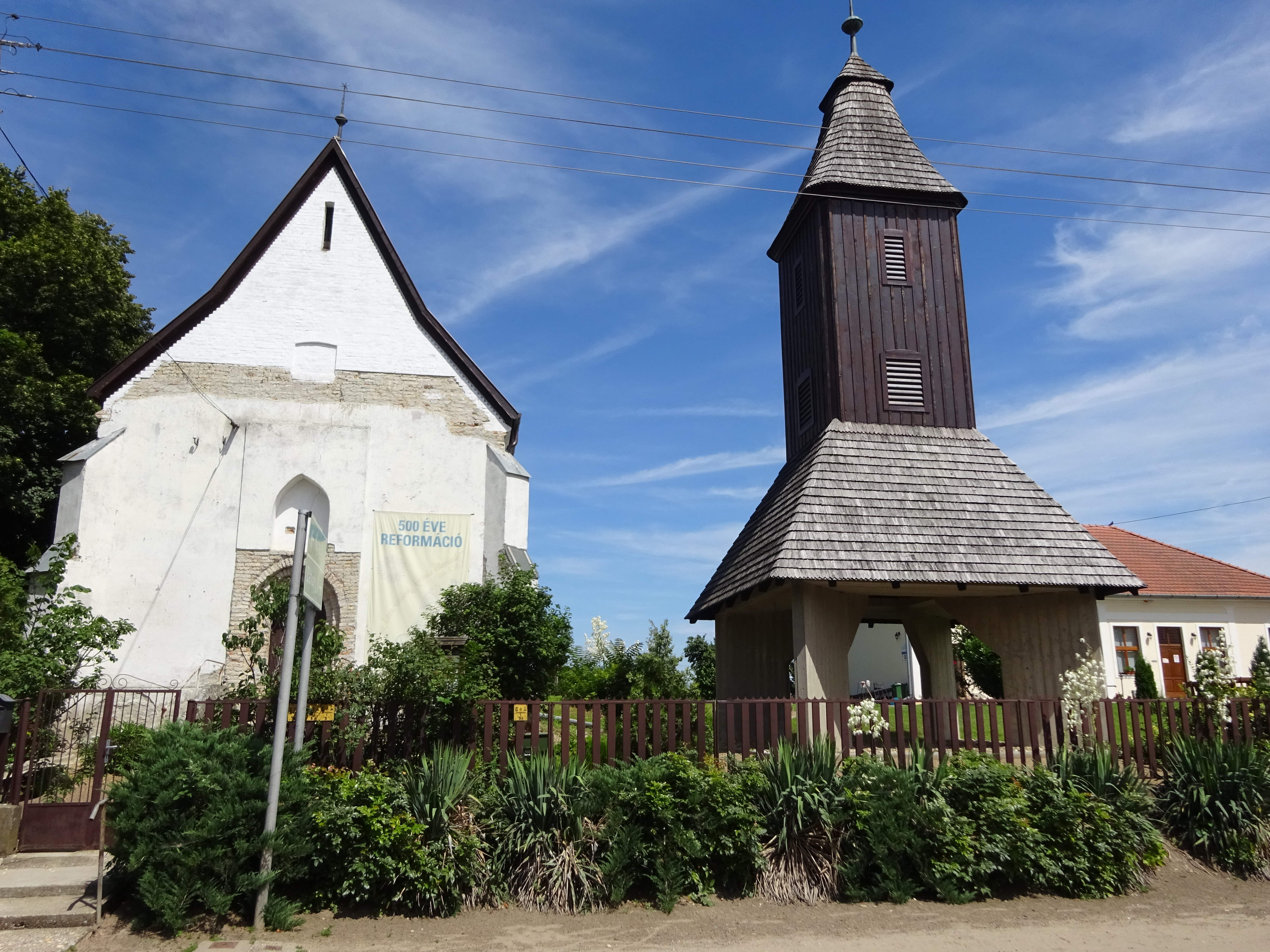
Glockenturm neben der reformierten Kirche
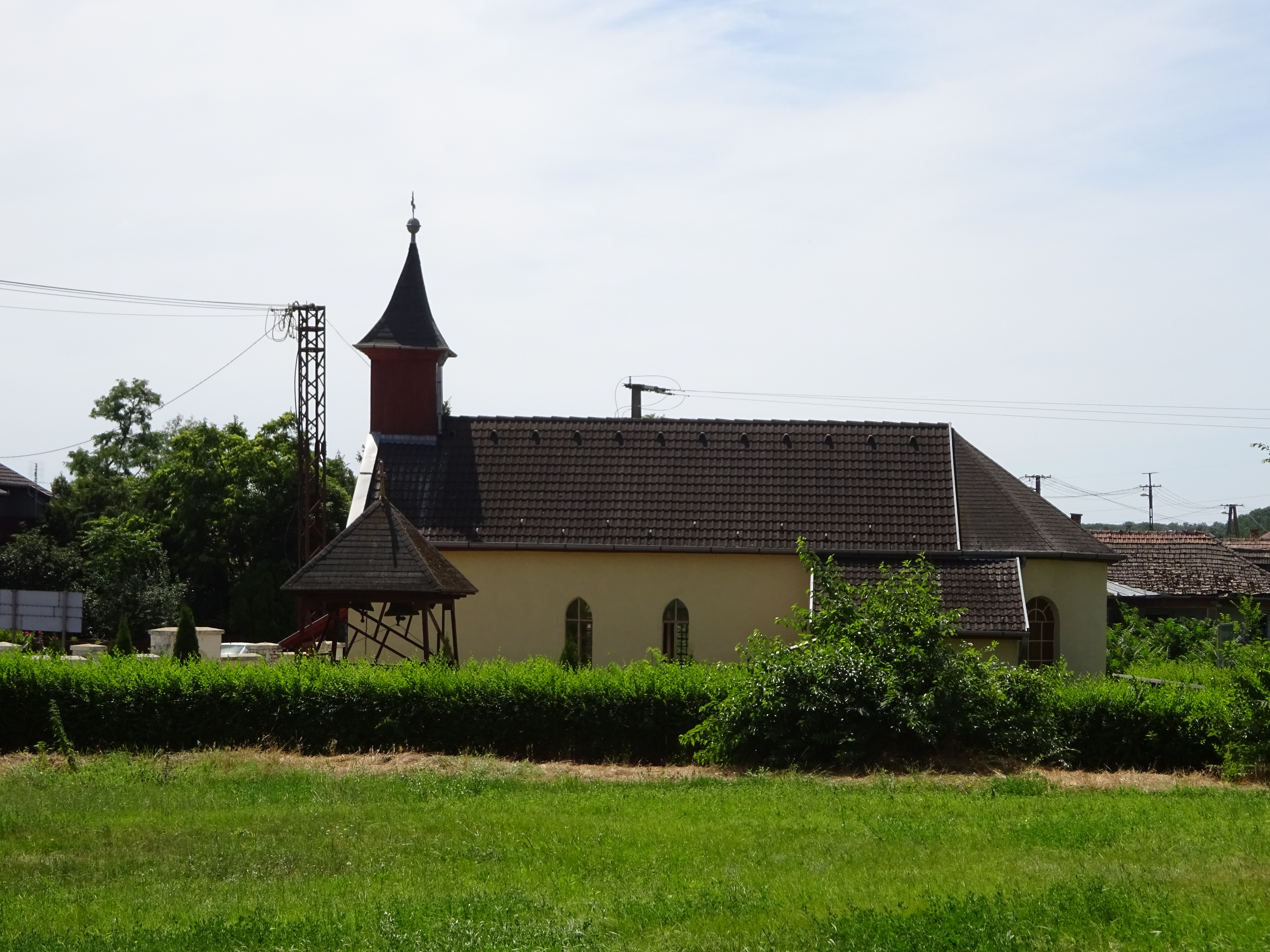
Römisch-katholische Kirche Szeplőtelen fogantatás

## Verkehr
In Székely treffen die Landstraßen Nr. 3831, Nr. 4103, Nr. 4104 und Nr. 4114 aufeinander, bördlich des Ortes verläuft die Hauptstraße Nr. 4. Es bestehen Busverbindungen nach Demecser, Baktalórántháza und Nyíregyháza. Der nächstgelegene Bahnhof befindet sich nördlich in Demecser.